# Sainte-Barbe, Vosges
Sainte-Barbe là một xã ở tỉnh Vosges, vùng Grand Est, Pháp. Xã này có diện tích 30,38 km² dân số năm 1999 là 251 người. Xã này nằm ở khu vực có độ cao trung bình 360 m trên mực nước biển. Vosges trong vùng Lorraine.
Người dân địa phương danh xưng tiếng Pháp là Barbutiens.

## Biến động dân số
| Năm | 1962 | 1968 | 1975 | 1982 | 1990 | 1999 |
| --- | ---- | ---- | ---- | ---- | ---- | ---- |
| Dân số | 286  | 321  | 292  | 267  | 251  | 251  |
| From the year 1962 on: No double counting—residents of multiple communes (e.g. students and military personnel) are counted only once. |      |      |      |      |      |      |